# Distretto di Rheintal
Il distretto di Rheintal è un distretto del Canton San Gallo, in Svizzera. Confina con i distretti di Rorschach a nord-ovest e di Werdenberg a sud, con l'Austria (Vorarlberg, distretti di Bregenz a nord, di Dornbirn e di Feldkirch a est), con il Liechtenstein a sud-est e con il Canton Appenzello Interno ed il Canton Appenzello Esterno a ovest. Il capoluogo è Altstätten.

## Comuni
Amministrativamente è diviso in 13 comuni:
- Altstätten
- Au
- Balgach
- Berneck
- Diepoldsau
- Eichberg
- Marbach
- Oberriet
- Rebstein
- Rheineck
- Rüthi
- Sankt Margrethen
- Widnau

### Divisioni
- 1882: Diepoldsau → Diepoldsau, Widnau